# Astragalus wolgensis
Astragalus wolgensis är en ärtväxtart som beskrevs av Aleksandr Andrejevitj Bunge. Astragalus wolgensis ingår i släktet vedlar, och familjen ärtväxter. Inga underarter finns listade i Catalogue of Life.